# .er
.er è il dominio di primo livello nazionale assegnato all'Eritrea.
È amministrato dalla Eritrea Telecommunication Services Corporation (EriTel).